# مبارزة يوم الاعتلاء

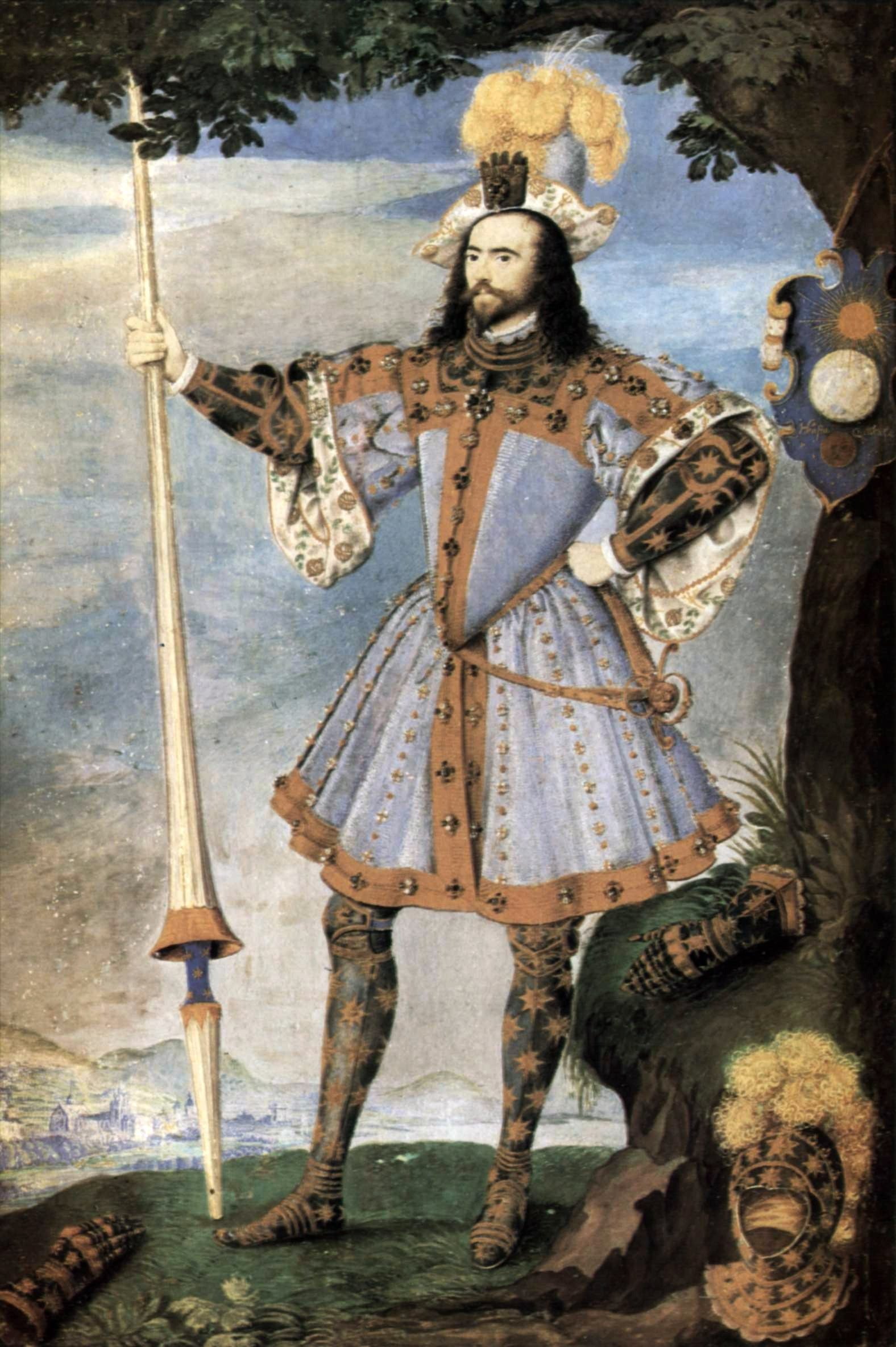
جورج كليفورد ، إيرل كمبرلاند الثالث ، يرتدي زي فارس قلعة بندراغون لإمالة عام 1590 ، بواسطة نيكولاس هيليارد. يرتكز درعه على الشجرة. "صالح" الملكة ، قفاز ، متصل بقبعته.

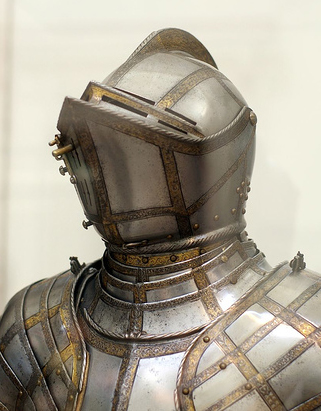
درع غرينتش للسير جيمس سكودامور ، 1590. كانت المبارزة حاسمة لسمعة سكودامور في المحكمة.

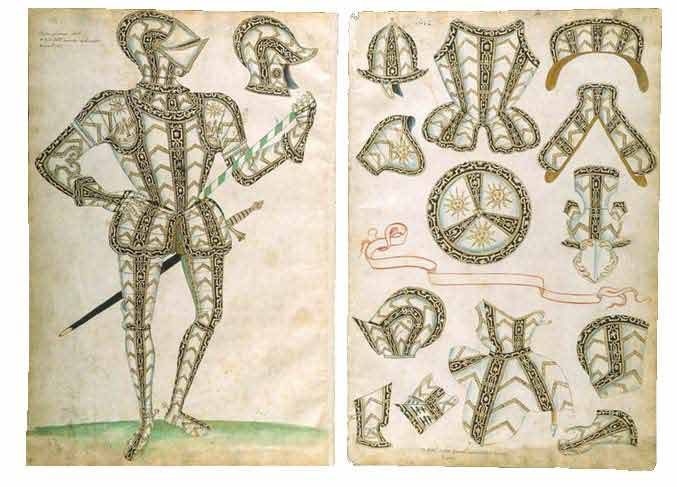
زينة غرينتش للسير هنري لي ، في ألبوم جاكوب

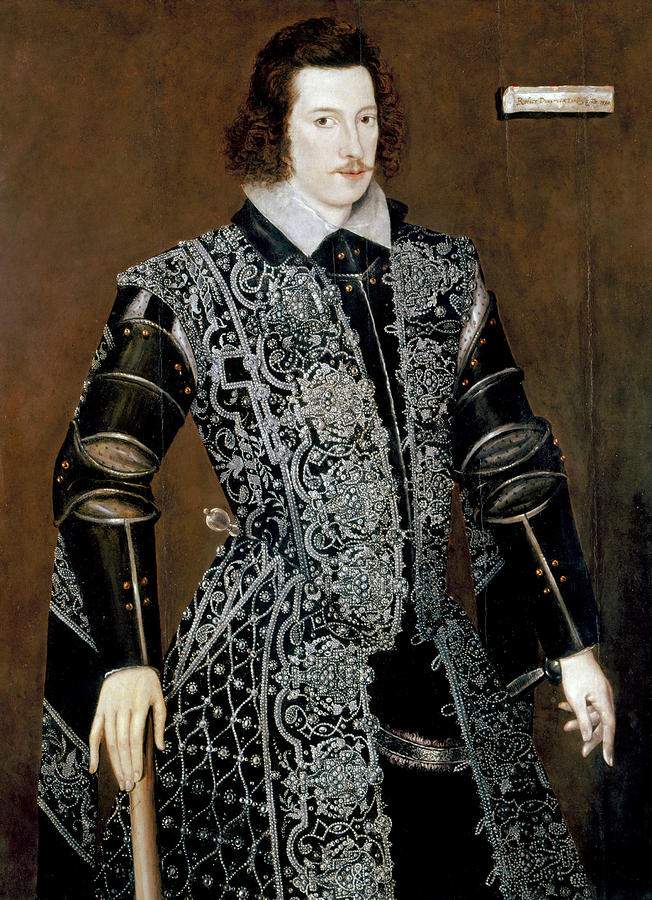
روبرت ديفيروكس ، إيرل إسكس الثاني في درع "السمور الحزين" ، ربما من أجل ميل عام 1590، بقلم ويليام سيغار.

كان يوم الاعتلاء سلسلة من الاحتفالات المتقنة التي تقام سنويًا في بلاط إليزابيث الأولى ملكة إنجلترا للاحتفال بيوم اعتلائها 17 نوفمبر، المعروف أيضًا باسم عيد الملكة. جمع الاحتفال بين العناصر المسرحية والمبارزة، إذ تتنافس حاشية إليزابيث على التفوق على بعضها البعض في الدروع والزي المجازي، والشعر، والمباهج لتمجيد ملكة إنجلترا وعالمها.
عُقدت المبارزة الأخيرة ليوم الاعتلاء الإليزابيثي في نوفمبر 1602؛ توفيت الملكة في الربيع التالي. استمر كجزء من الاحتفالات بمناسبة يوم اعتلاء جيمس الأول، 24 مارس، حتى عام 1624، العام الذي سبق وفاته.

## الأصول

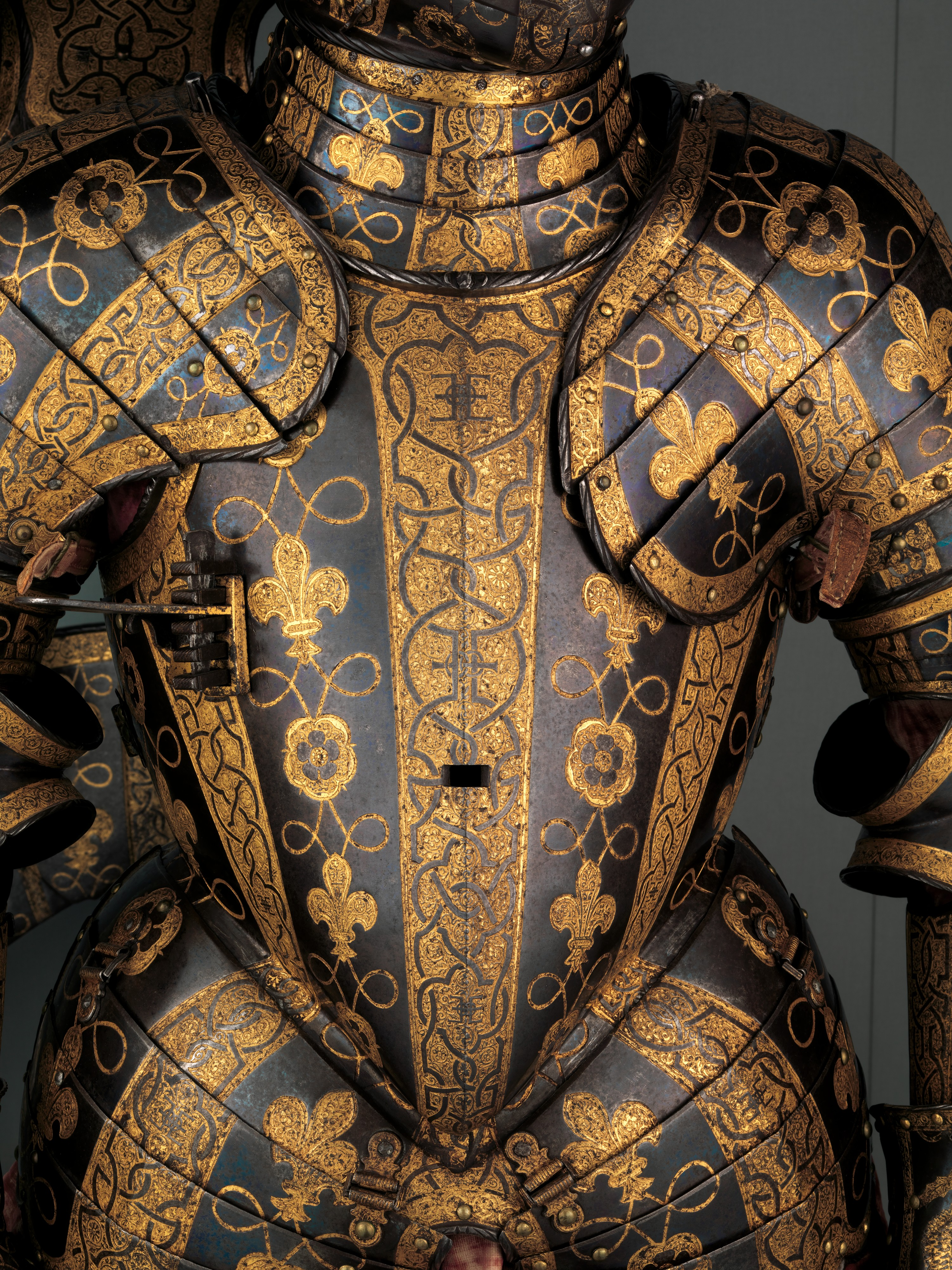
درع غرينتش لجورج كليفورد ، إيرل كمبرلاند الثالث (1558-1605) ، 1586. هذا له تصميم مختلف عن ذلك الموجود في المنمنمة لنيكولاس هيليارد (في الأعلى).

ابتكر السير هنري لي من دي تشيلي، بطل الملكة، مبارزة يوم الاعتلاء، والتي أصبحت أهم مهرجانًا للمحكمة الإليزابيثية منذ ثمانينيات القرن الخامس عشر. من المحتمل أن تكون الاحتفالات قد بدأت بشكل غير رسمي إلى حد ما في أوائل سبعينيات القرن السادس عشر. بحلول عام 1581،  كان عيد الملكة «قد تطور عن عمد إلى مشهد عام هائل يتفوق على كل أشكال احتفالات البلاط الأخرى»، بحضور آلاف الجماهير مقابل رسوم بسيطة. أشرف لي بنفسه على الاحتفالات السنوية حتى تقاعد كبطل الملكة في عام 1590، وسلم الدور إلى جورج كليفورد، إيرل كمبرلاند الثالث. بعد تقاعد لي، وقع تنسيق المبارزات على إيرل ورسيستر بصفته سيد الحصان والمفضل لدى الملكة، إيرل إسكس، على الرغم من أن لي ظل من مشرفي الاحتفالات بناءً على طلب الملكة.
أقيمت المواكب في ساحة البلاط في قصر وايتهول، حيث شاهد الحزب الملكي الاحتفالات من معرض تيلاردان. بنى مكتب الأشغال منصة مع سلالم أسفل المعرض لتسهيل العروض التقديمية للملكة.

## المشاركون

### الفرسان
نجت قوائم النبارزة لمسابقات يوم الاعتلاء، وهي تثبت أن غالبية المتسابقين المشاركين جاؤوا من رتب الملكة السادة المتقاعدين. تضمن المشاركون أعضاء أقوياء في البلاط مثل إيرل بيدفورد، وإيرلي أكسفورد، وإيرلي ساوثهامبتون،  ولورد هوارد أوف إيفنغهام، وإيرلي إسكس. كان العديد من المشاركين قد شهدوا خدمة نشطة في أيرلندا أو في القارة، ولكن يبدو أن جو الرومانسية والترفيه قد هيمن على التدريبات العسكرية الجادة التي كانت بطولات العصور الوسطى. جرى تخليد السير جيمس سكودامور، الفارس الذي خاض بطولة 1595، باسم «السير سكودامور» في الكتاب الرابع من الملكة الجنية للكاتب إدموند سبنسر.
دخل الفرسان المشاركون في المشهد في سيارات المسابقة أو على ظهور الخيل متنكرين في شكل شخصية بطولية أو رومانسية أو مجازية، مع خدامهم في ملابس تنكرية وفقًا لموضوع الدخول. قُدم للملكة درع مزين برسم الشخصية أو رمزه، وشرح أهمية تمويه في النثر أو الشعر. أنفق المشاركون نفقات كبيرة لابتكار موضوعات وطلب دروع وأزياء لأتباعهم، وفي بعض الحالات لتوظيف الشعراء أو المسرحيين وحتى الممثلين المحترفين لتنفيذ برامجهم.
دُمجت الإعدادات الكلاسيكية والرعوية والآرثرية عادةً مع خطوط القصة التي تغري الملكة، ولكن كانت هناك نصوص فرعية خطيرة شائعة، خاصة بين أولئك الذين استخدموا هذه المناسبات للتعبير عن ندمهم العام أو خرابهم لإثارة استياء الملكة، أو للدفاع عن الملك في اللوحة الموجودة على اليسار، إذ يرتدي إيسيكس درعًا أسود (السمور)، كان يرتديه كجزء من حفله عام 1590. عند هذا الاحتفال بالذات، دخل إيسيكس كرئيس بموكب جنازة يحمله الحاضرون على النعش. كان القصد من هذا تمثيل فشله في إخضاع أيرلندا، لكن إليزابيث لم تتأثر ولم تسامحه بسهولة.

#### الشعراء
ومن الشعراء المرتبطين بدوائر البلاط الذين كتبوا أبياتًا استعارية لمرافقة عروض الفرسان جون ديفيز، وإدوارد دي فير، وفيليب سيدني والشاب فرانسيس بيكون، الذي ألف الخطب وساعد في تقديم العروض لراعيه، إيرل إسكس. جسد سيدني، على وجه الخصوص، كشاعر وفارس، موضوعات الفروسية للمبارزة، كان إحياء ذكرى سيدني جزءًا من برنامج المبارزة لعام 1586، بعد عام من وفاته. حمل صديق سيدني وربيبه السير جيمس سكودامور، الذي أصبح أحد المنافسين الأساسيين في مبارزة يوم الاعتلاء في عام 1595، راية قتال سيدني في سن الثامنة عشرة. كتب إدموند سبنسر عن ملكة الجن، التي تحولت إلى احتفالات يوم الاعتلاء كأداة هيكلية أساسية: «لقد ابتكرت أن ملكة الجن احتفظت بعيدها السنوي الثاني عشر. المغامرات التي تحدث، والتي يقوم بها اثني عشر فارسًا، موجودة في هذه الكتب الإثني عشرة».